# Stormbringer (espasa)
Stormbringer (La Portadora de Tempestes o també La Tormentosa) és el nom de la infame espasa negra que apareix en nombroses històries creades per l'autor de fantasia heroica Michael Moorcock.

## Història
Creada per les forces del Caos, és descrita com una enorme espasa negra coberta amb runes estranyes tallades profundament en la seua fulla. És esgrimida per l'emperador albí Elric de Melniboné.
Aquesta poderosa arma encantada forma part d'una raça de dimonis que prenen la forma d'espasa, i com a tal és una força de caos i maldat. El fil de Stormbringer posseeix tal poder que és capaç de travessar virtualment qualsevol material que no estiga protegit per algun encís igual de poderós. Cal dir que pot matar a qualsevol humà desprotegit d'un s colp. Les seues característiques més distintives són la consciència que té del seu propi ésser, a més de posseir una ment i voluntat pròpies, i que s'alimenta de les ànimes d'aquells a qui mata. Elric odia l'espasa però està quasi indefens sense la força i la vitalitat que aquesta li confereix.

## Possessió i manipulació
La fam de Stormbringer per les ànimes és tal que freqüentment traeix el seu portador, l'Elric, creant-li en la seua ment un desig frenètic de matar obligant-lo a matar a amics i éssers benvolguts. La naturalesa maleïda de l'espasa acreix el sentit de culpabilitat d'Elric i l'odi cap a si mateix, encara i que sent plaure en els moments que les forces vitals usurpades entren en el seu cos.

## Mournblade
Stormbringer posseeix una espasa "germana" denominada Mournblade (Fulla de la lamentació) o també L'Endolada, que és esgrimida per Yyrkoon, cosí i enemic d'Elric. És idèntica a Stormbringer en la majoria de les seues característiques. Ulteriors històries revelen que existeixen milers de dimonis idèntics, tots prenent la forma d'espases. Tres de tals fulles germanes apareixen en The Revenge of the Rose (La Venjança de la Rosa) i moltes més apareixen en la novel·la Stormbringer (1965), però només Mournblade i Stormbringer són dites pel seu nom.
A Elric de Melniboné (1972), Elric i el seu cosí Yyrkoon troben les espases rúniques en el Regne del Limb i emprenen una batalla. Elric i Stormbringer desarmen a Yyrkoon, i Mournblade desapareix. Yyrkoon és finalment derrotat, i Elric i el seu cosí regressen a Imrryr.
En The Weird of the White Wolf (1977), Elric regressa a Imrryr després d'un llarg viatge i confronta a Yyrkoon qui va usurpar el tron en la seua absència. Yyrkoon ha recobrat de manera desconeguda a Mournblade i la utilitza per a atacar. Elric i Stormbringer acaben per matar a Yyrkoon, i mai es torna a fer esment de Mournblade. Tota Imrryr és destruïda per forces invasores, pel que sembla que Mournblade comparteix la fatal destinació de la ciutat Al final de les Cròniques de l'Espasa Negra Mournblade és tornada a empunyar, a les mans del Senyor de la Cova dels Dracs.
Stormbringer finalment mata a Elric, es transforma en un dimoni humanoide, i salta cap al cel rient, llest per a corrompre al món recent reconstruït altra vegada.